# Кювье, Фредерик
Фредерик Кювье (фр. Frédéric Cuvier; 28 июня 1773 — 24 июля 1838) — французский зоолог, брат Жоржа Леопольда Кювье.
Член Французской академии наук (1826),  иностранный член Лондонского королевского общества (1835).
Был профессором и хранителем кабинета сравнительной анатомии в парижском Jardin des Plantes. Известен работами «Des Dents des mammifères considérées comme caractères zoologiques» (Париж, 1825) и изданной, вместе с Жоффруа Сент-Илером: «Histoire naturelle des mammifères» (Париж, 1819—1835).